# Лисицины
 Лисицины — деревня в Кировской области. Входит в состав муниципального образования «Город Киров»

## География
Расположена на расстоянии примерно 25 км по прямой на запад от железнодорожного вокзала станции Киров на правом берегу реки Быстрица.

## История
Известна с 1802 году как починок Подле речку Язеевку с 4 дворами. В 1873 году здесь было дворов 6 и жителей 56, в 1905 (уже деревня Лисицыны) 12 и 76, в 1926 14 и 86, в 1950 22 и 92, в 1989 3 жителя. Административно подчиняется Октябрьскому району города Киров.

## Население
Постоянное население составляло 4 человека (русские 100%) в 2002 году, 4 в 2010.